# Lennart Norberg
Bengt Lennart Norberg (* 21. Januar 1949 in Härnösand) ist ein ehemaliger schwedischer Eishockeyspieler.

## Karriere
Lennart Norberg begann seine Karriere als Eishockeyspieler beim Timrå IK, für dessen Profimannschaft er von 1967 bis 1979 aktiv war. Mit Timrå spielte er zunächst in der Division 1, der damals höchsten schwedischen Spielklasse. In der Saison 1975/76 trat er mit seiner Mannschaft in der neu gegründeten Elitserien an, musste mit Timrå jedoch den Abstieg in die mittlerweile zweitklassige Division 1 hinnehmen. In dieser gelang ihm mit seiner Mannschaft in der Saison 1976/77 der direkte Wiederaufstieg, gefolgt vom erneuten Abstieg in der Saison 1977/78. In der folgenden Spielzeit verpasste er mit Timrå in den Playoffs die Rückkehr in die höchste schwedische Spielklasse. Daher verließ der Verteidiger den Verein und lief on 1979 bis 1982 für den Elitserien-Teilnehmer IF Björklöven auf, ehe er seine Karriere im Alter von 33 Jahren beendete. 

### International
Für Schweden nahm Norberg an den Weltmeisterschaften 1978, 1979 und 1981 sowie den Olympischen Winterspielen 1980 in Lake Placid teil. Bei der Weltmeisterschaft 1979 sowie den Olympischen Winterspielen 1980 gewann er mit seiner Mannschaft jeweils die Bronze-, bei der Weltmeisterschaft 1981 die Silbermedaille.

## Erfolge und Auszeichnungen
- 1977 Aufstieg in die Elitserien mit dem Timrå IK

### International
- 1979 Bronzemedaille bei der Weltmeisterschaft
- 1980 Bronzemedaille bei den Olympischen Winterspielen
- 1981 Silbermedaille bei der Weltmeisterschaft